# 長澤邦彦
長澤 邦彦（ながさわ くにひこ、1942年 - ）は、日本の哲学研究者。同志社大学名誉教授。国際フィヒテ学会編集委員、日本フィヒテ協会会長、日本哲学会編集委員、日本哲学会委員、関西哲学会委員などを歴任。

## 来歴
同志社大学文学部哲学科・文学研究科修了、ミュンヘン大学でDr.phil取得。隈元忠敬、大峰顕とともに1985年日本フィヒテ協会の設立に携わる。
現在同志社大学名誉教授および同大学財務理事。
2022年、瑞宝中綬章受章。

## 著書
入江幸男共著『フィヒテ知識学の全容』晃洋書房、2014年